# Zaprionus mascariensis
Zaprionus mascariensis är en tvåvingeart som beskrevs av Tsacas och David 1975. Zaprionus mascariensis ingår i släktet Zaprionus och familjen daggflugor.
Artens utbredningsområde är Mauritius. Inga underarter finns listade i Catalogue of Life.